# Portageville Bridge
Die Portageville Bridge  ist eine 2017 fertiggestellte Eisenbahnbrücke bei Portageville im Bundesstaat New York in den USA. Sie liegt auf der Norfolk-Southern-Hauptstrecke von Buffalo über Binghamton nach Suffern. Die offizielle Bezeichnung des Neubaus lautet Genesee Arch Bridge.
Das Bauwerk folgt auf zwei Vorgängerbauten, einer Trestlebrücke von 1852 und einer aufgeständerten Fachwerkeisenbrücke von 1875 auf den gleichen Fundamenten, die als Portageville Viaduct bezeichnet wurden. Norfolk Southern investierte etwa 70 Mio. $. Die Brücke wurde von Modjeski & Masters als Stahlbogenbrücke entworfen und vom Generalunternehmer American Bridge Company mit Stahlträgern von Canam-Bridges errichtet.
Die Grundsteinlegung der neuen Brücke war am 27. Oktober 2015. Sie wurde noch vor dem eigentlichen Zeitplan, der 2018 vorsah, fertiggestellt und hat eine höhere zulässige Achslast als der Vorgängerbau. Der erste reguläre Zug fuhr am 11. Dezember 2017 über das neue Bauwerk. Nachdem der Staat New York aus finanziellen Gründen auf den Kauf der historischen Brücke von 1875 verzichtete, wurde diese am Morgen des 20. März 2018 bis auf die Fundamente demontiert und der Verschrottung zugeführt.